# Gudrun-Pausewang-Platz

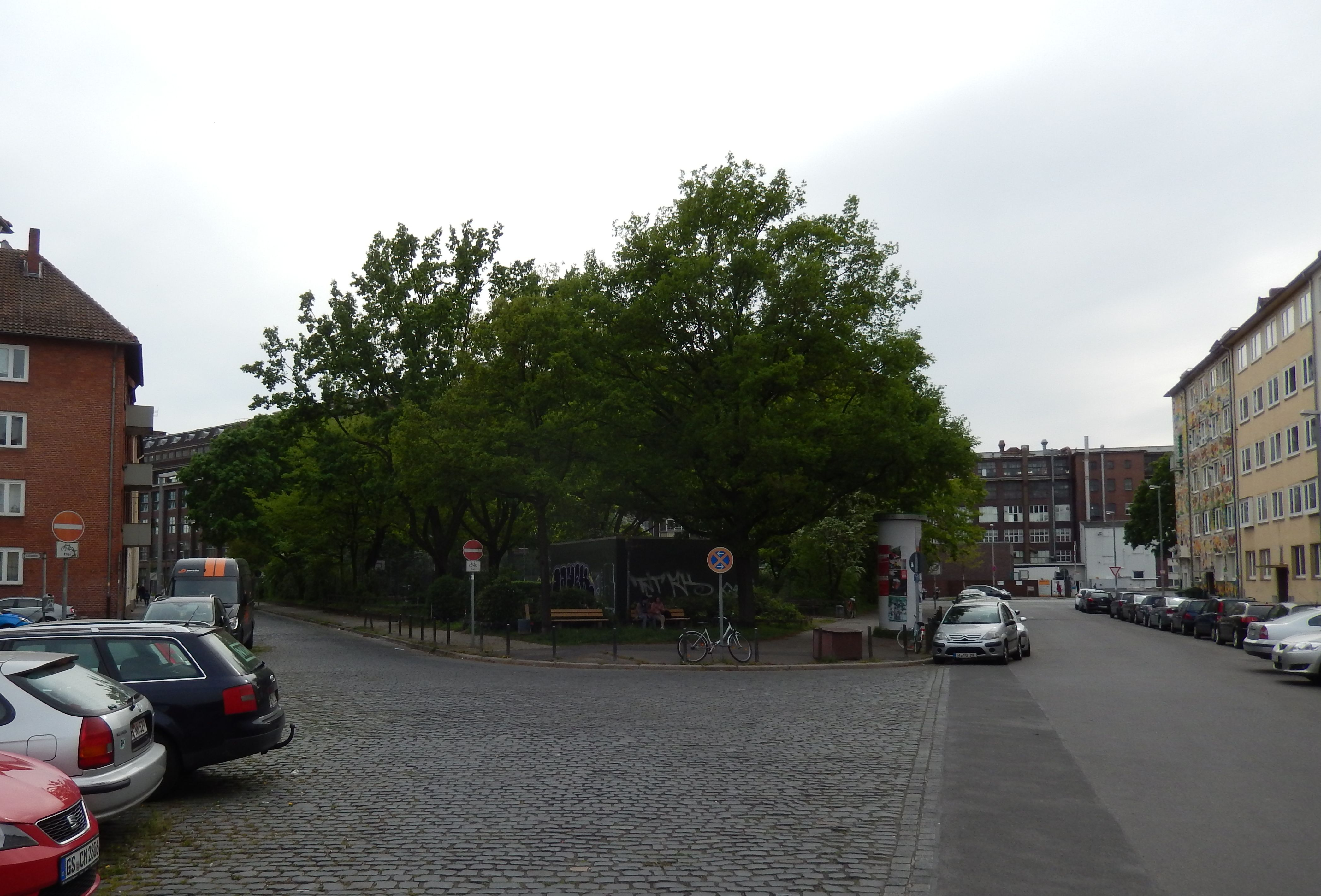
Continentalplatz von Nordosten, links die Ritterstraße, rechts der Grenzweg

Spielplatz

Der Gudrun-Pausewang-Platz (ɡuːdʁuːn paʊ̯zəvaŋ plat͡s) in Hannover, ehemals Continentalplatz genannt, ist ein Anfang des 20. Jahrhunderts angelegter Platz vor dem Industriekomplex der Continental-Caoutchouk- und Gutta-Percha-Compagnie, der späteren Continental AG im hannoverschen Stadtteil Vahrenwald. Der 1911 als öffentlicher Raum angelegte Platz entstand im Dreieck der Verkehrswege Grenzweg, Philipsbornstraße und Ritterstraße. Er ist heute mit einem Spielplatz ausgestattet und erhielt 2021 den Namen der Kinderbuchautorin Gudrun Pausewang.

## Geschichte
Zur Zeit des Nationalsozialismus wurde in den Anfangsjahren des Zweiten Weltkrieges im Zuge des Führer-Sofortprogramms zwischen November 1940 und Ende 1941 unter dem für Luftschutzbunker im Gebiet der Stadt Hannover zuständigen Stadtbaurat Karl Elkart unterhalb des Continentalplatzes ein Tiefbunker gebaut. Die sechs Bunker dieser Bauart in Hannover wurden alle in Zwangsarbeit durch Kriegsgefangene erbaut. Derjenige unter dem Continentalplatz sollte bis zu 501 Schutzsuchenden Platz bieten. Während der Luftangriffe auf Hannover kam es am Continentalplatz zu einem der größten Verluste von Menschenleben im Zusammenhang mit hannoverschen Luftschutzbunkern: In der Nacht des großen Feuersturms vom 8. auf den 9. Oktober 1943 versammelte sich noch nach der Schließung der Türen der unterirdischen Anlage eine große Menschenmenge außerhalb der Eingänge und schrie, hereingelassen zu werden. Doch der Bunker-Aufseher im Inneren verweigerte das erneute Öffnen der Türen. Als die Insassen später von Rettungskräften herausgeführt wurden, führte ihr Weg sie an zahlreichen verkohlten und zusammengeschrumpften Leichen vorbei.
In der Nachkriegszeit und im Zuge des Kalten Krieges wurden zum Schutz der hannoverschen Zivilbevölkerung 35 öffentliche Zivilschutzanlagen im Rahmen der Schutzbauprogramme der Bundesrepublik hergerichtet: Diese Anlagen zum Schutz von insgesamt 38680 Menschen waren in drei Gruppen eingeteilt; für eine Verweil- und Nutzdauer von bis 14-Tagen, bis zu 10 Stunden und – wie im Fall der Anlage unter dem Continentalplatz – für einen Aufenthalt bis maximal 3 Stunden.
Heute zeigt sich der Continentalplatz oberirdisch vor allem als Spielplatz für Kinder. Am 27. Mai 2021 wurde nach einem zuvor mit großer Zustimmung im Bezirksrat Vahrenwald-List getroffener Beschluss zur Umbenennung des Platzes nach der Kinderbuchautorin Gudrun Pausewang umgesetzt: Bezirksbürgermeisterin Irma Walkling-Stehmann und der Vorsitzende der SPD-Bezirksratsfraktion Thomas Bechinie enthüllten das neue Straßenschild mit einer erläuternden Legendentafel. Ein Grund für die Umbenennung war, den Namen Continentalplatz mit der Verlagerung der Zentrale des Continental-Konzerns mitzuführen an die Hans-Böckler-Allee.